# Skosarivka, Berezivka
Skosarivka (în ucraineană Скосарівка) este un sat în comuna Andrievo-Ivanivka din raionul Berezivka, regiunea Odesa, Ucraina.

## Demografie
Componența lingvistică a localității Skosarivka
     Ucraineană (92,45%)
     Română (4,77%)
     Rusă (1,79%)
     Alte limbi (0,5%)
Conform recensământului din 2001, majoritatea populației localității Skosarivka era vorbitoare de ucraineană (92,45%), existând în minoritate și vorbitori de română (4,77%) și rusă (1,79%).